# Živan
Živan je moško osebno ime.

## Izvor imena
Ime Živan je slovanskega izvora, je tvorjenka na -an iz pridevnika živ, in je pravzaprav različica imena Živko.

## Pogostost imena
Po podatkih Statističnega urada Republike Slovenije je bilo na dan 31. decembra 2007 v Sloveniji 47 oseb z imenom Živan.